# Only the Lonely (Roy Orbison)
"Only the Lonely", ook bekend onder de volledige titel "Only the Lonely (Know the Way I Feel)" is een nummer van de Amerikaanse zanger Roy Orbison. Het nummer werd uitgebracht op zijn debuutalbum Lonely and Blue uit 1961. In mei 1960 werd het nummer al uitgebracht als de eerste single van het album.

## Achtergrond
"Only the Lonely" is geschreven door Orbison en Joe Melson en geproduceerd door Fred Foster; de subtitel "Know the Way I Feel" werd toegevoegd om verwarring met het gelijknamige nummer van Frank Sinatra te voorkomen. Na enkele jaren zonder successen in de muziekbusiness ging Orbison nummers in zijn auto schrijven. In 1958 tikte Melson, een bekende van Orbison, op zijn autoraam en stelde voor om samen te werken. Zij schreven een aantal nummers, waaronder "Paper Boy" en "Up Town", maar behaalden geen grote successen. Aan het begin van 1960 besloten Orbison en Melson om nog een nummer samen te schrijven, wat "Only the Lonely" werd. Zij probeerden dit te verkopen aan Elvis Presley en The Everly Brothers, maar zij sloegen het allebei af.
Na deze afwijzingen besloot Orbison om "Only the Lonely" zelf op te nemen in de studio van RCA Records in Nashville. Hij gebruikte de strijkers en de achtergrondzangers die hij ook op "Up Town" gebruikte. Engineer Bill Porter probeerde echter een nieuwe strategie uit waarbij hij het nummer van boven naar beneden opbouwde in plaats van andersom. Hij nam eerst de duidelijke achtergrondzang op en eindigde met een rustige ritmesectie. Dit geluid zou kenmerkend worden voor het werk van Orbison.
"Only the Lonely" werd de eerste grote hit van Orbison. Het behaalde de tweede plaats in de Billboard Hot 100, achter "I'm Sorry" van Brenda Lee, en werd een nummer 1-hit in het Verenigd Koninkrijk, Ierland en Australië. In Nederland werd de zevende plaats gehaald in de Hits of the World-lijst, de voorganger van de Tijd voor Teenagers Top 10, terwijl in Vlaanderen de zesde plaats werd bereikt in de voorganger van de Ultratop 50. Na deze hit begonnen Orbison en Melson nummers te schrijven met de stem van Orbison in gedachten. Toen Presley de opname van Orbison voor het eerst hoorde, baalde hij ervan dat hij het niet zelf op had genomen en kocht hij een doos met single-uitgaven van het nummer om aan zijn vrienden te geven. In 1969 scoorde Sonny James een nummer 1-hit in de Amerikaanse countrylijsten met zijn cover.

## Hitnoteringen

### Hits of the World
- Een aantal van deze noteringen hebben een lengte van twee tot drie weken; echter werden er na oktober 1960 (week 1) een aantal weken overgeslagen.

| Hitnotering: 15-10-1960 t/m 11-02-1961 | Hitnotering: 15-10-1960 t/m 11-02-1961 | Hitnotering: 15-10-1960 t/m 11-02-1961 | Hitnotering: 15-10-1960 t/m 11-02-1961 | Hitnotering: 15-10-1960 t/m 11-02-1961 | Hitnotering: 15-10-1960 t/m 11-02-1961 | Hitnotering: 15-10-1960 t/m 11-02-1961 | Hitnotering: 15-10-1960 t/m 11-02-1961 | Hitnotering: 15-10-1960 t/m 11-02-1961 | Hitnotering: 15-10-1960 t/m 11-02-1961 |
| Week                                   | 1                                      | 2                                      | 3                                      | 4                                      | 5                                      | 6                                      | 7                                      | 8                                      |                                        |
| -------------------------------------- | -------------------------------------- | -------------------------------------- | -------------------------------------- | -------------------------------------- | -------------------------------------- | -------------------------------------- | -------------------------------------- | -------------------------------------- | -------------------------------------- |
| Positie                                | 13                                     | 10                                     | 8                                      | 13                                     | 17                                     | 13                                     | 7                                      | 12                                     | uit                                    |

### NPO Radio 2 Top 2000
| Nummer met noteringen in de NPO Radio 2 Top 2000 | '99 | '00 | '01  | '02 | '03 | '04 | '05  | '06 | '07  | '08 | '09  | '10  | '11  | '12  | '13  | '14  |
| ------------------------------------------------ | --- | --- | ---- | --- | --- | --- | ---- | --- | ---- | --- | ---- | ---- | ---- | ---- | ---- | ---- |
| Only the Lonely                                  | 831 | 920 | 1148 | 861 | 441 | 885 | 1084 | 796 | 1118 | 826 | 1343 | 1242 | 1288 | 1430 | 1604 | 1896 |

1. ↑  Een vetgedrukt getal geeft de hoogste notering aan.
2. ↑  Deze tabel is bijgewerkt tot en met de laatste editie (2024).

### Evergreen Top 1000
| Jaar    | 2008 | 2009 | 2010 | 2011 | 2012 | 2013 | 2014 | 2015 | 2016 | 2017 | 2018 | 2019 | 2020 | 2021 | 2022 | 2023 |
| ------- | ---- | ---- | ---- | ---- | ---- | ---- | ---- | ---- | ---- | ---- | ---- | ---- | ---- | ---- | ---- | ---- |
| Positie | 135  | 48   | 40   | 40   | 37   | 67   | 136  | 163  | 218  | 246  | 157  | 247  | 213  | 199  | 240  | 246  |